# Hümeyra
Hümeyra, de son nom complet Hümeyra Akbay, née le 15 octobre 1947 à Istanbul, est une auteur-compositrice-interprète turque. Elle s'est également vu confier des rôles, tant au théâtre, à la télévision (Avrupa Yakası) qu'au cinéma.
Elle reçoit l'Orange d'or du meilleur second rôle au festival du film d'Antalya en 1987, pour sa participation au film Asiye Nasıl Kurtulur du réalisateur Atıf Yılmaz.